# Bos- en heidegebieden ten oosten van Antwerpen
Bos- en heidegebieden ten oosten van Antwerpen is een Natura 2000-gebied (habitatrichtlijngebied BE2100017) in Vlaanderen. Het gebied ligt ten oosten van de stad Antwerpen, is 5240 hectare groot en omvat 14 deelgebieden. De meeste deelgebieden liggen in de Kempen, in het Centraal-Kempisch rivier- en duinendistrict. Het landschap bestaat uit bossen, beekvalleien en heide. Het gebied ligt op het grondgebied van de gemeentes Beerse (2340), Boechout (2530), Brasschaat (2930), Hove (2540), Kasterlee (2460), Lier (2500), Lille (2275), Lint (2547), Malle (2390), Oud-Turnhout (2360), Ranst (2520), Schilde (2970), Schoten (2900), Turnhout (2300), Vorselaar (2290), Vosselaar (2350), Zandhoven (2240), Zoersel.

## Habitats
In het gebied komen negentien Europees beschermde habitattypes voor: blauwgraslanden, droge heide, droge heide op jonge zandafzettingen, eiken-beukenbossen op zure bodems, essen-eikenbossen zonder wilde hyacint, glanshaver- en grote vossenstaartgraslanden, heischrale graslanden en soortenrijke graslanden van zure bodems, ondiepe beken en rivieren met goede structuur en watervegetaties, open graslanden op landduinen, oude eiken-berkenbossen op zeer voedselarm land, slenken en plagplekken op vochtige bodems in de heide, valleibossen, elzenbroekbossen en zachthoutooibossen, vochtige tot natte heide, voedselarme tot matig voedselarme verlandingsvegetaties, voedselarme tot matig voedselarme wateren met droogvallende oevers, voedselrijke, gebufferde waters met rijke waterplantvegetatie, voedselrijke, soortenrijke ruigtes langs waterlopen en boszomen, wateren met kranswiervegetaties, zure bruingekleurde vennen.

## Beschermde dieren
Er komen zestien Europees beschermde diersoorten voor in het gebied: Bechsteins vleermuis, beekprik, Brandts vleermuis, drijvende waterweegbree,franjestaart, geel schorpioenmos, gewone grootoorvleermuis, grijze grootoorvleermuis, heikikker, ingekorven vleermuis, kleine modderkruiper, laatvlieger, meervleermuis, poelkikker, rivierdonderpad, rosse vleermuis, watervleermuis.

## Deelgebieden
Gebieden die deel uitmaken van het Natura 2000-gebied zijn onder andere: bos van Ranst, Maas en Moor, Halse hoek met vallei van de Schijnbeek en de Tappelbeek, Muizerbos, Zoerselbos, vallei van de Laarse Beek, bosreservaat 's Herenbos, Binnenbos en vallei van de Wilborrebeek, Nonnenbossen, boscomplex rond vliegveld Malle, Schrieken, Visbeekvallei-Kindernouw, Bos van Moretus en zuidelijke bossen, Grotenhoutbos (Gierls Bos), Mellevijver, Tielenheide, Sevendonk, Winkelsbroek, Balderij (Calievallei), Tikkebroeken.

## Projecten
In de Visbeekvallei werd tussen 2010 en 2014 een LIFE-project uitgevoerd voor natuurherstel ter bescherming van bedreigde planten en dieren, speciaal de adder.

## Afbeeldingen

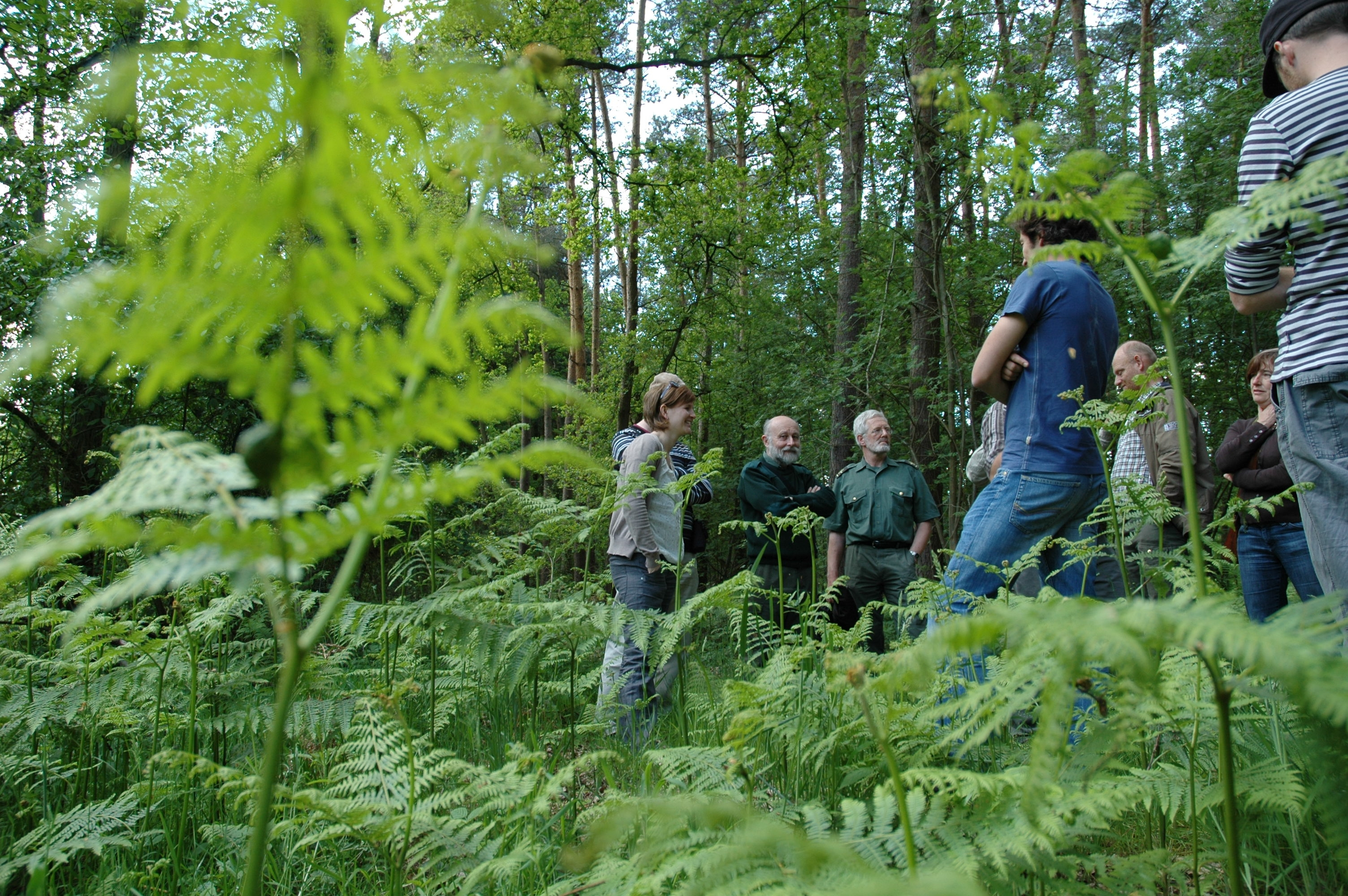
Zoerselbos
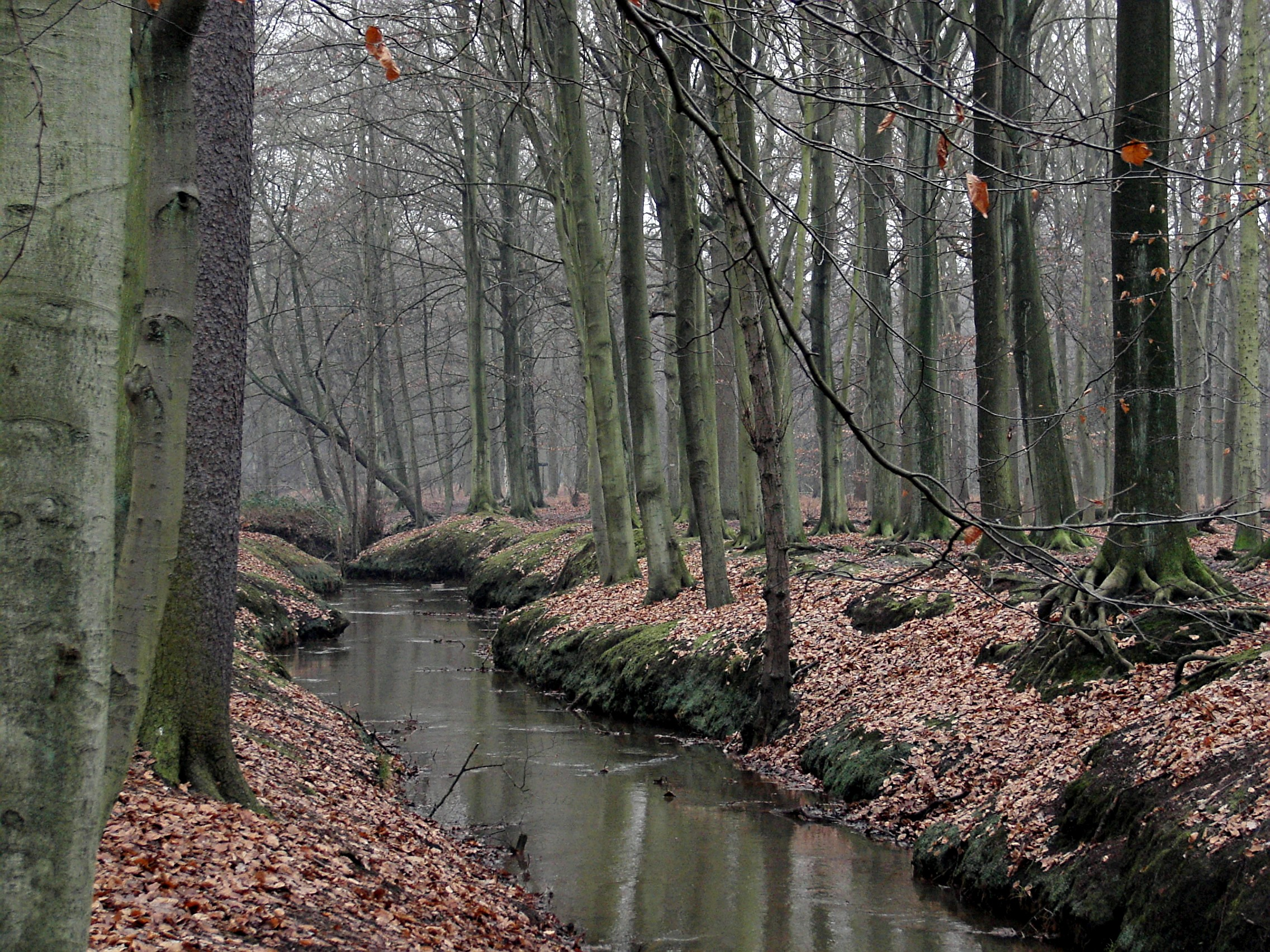
Laarse Beek
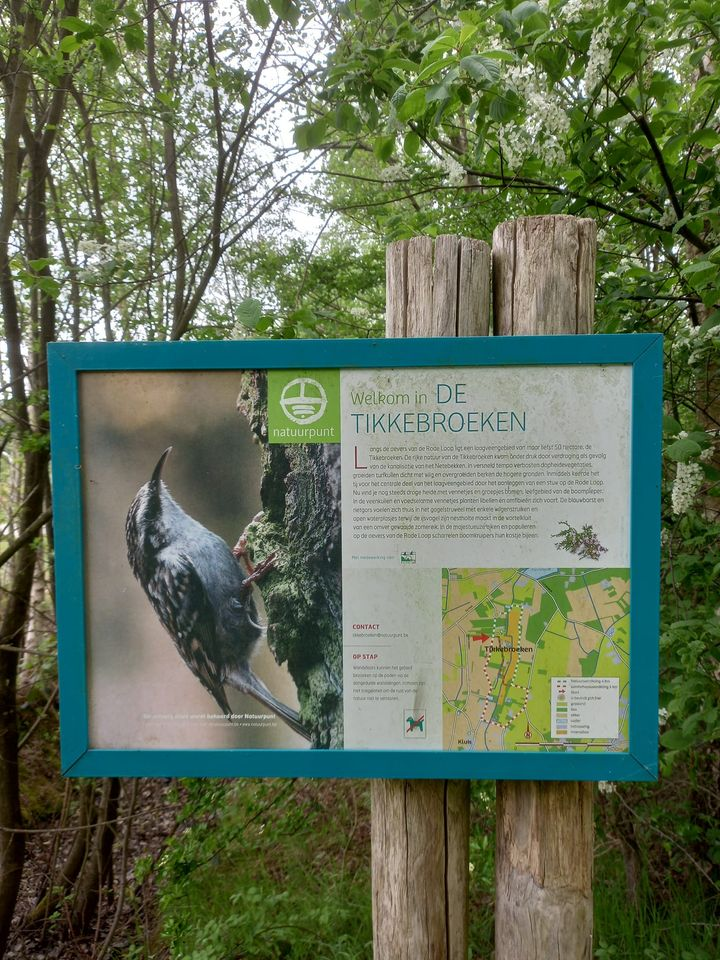
Tikkebroeken
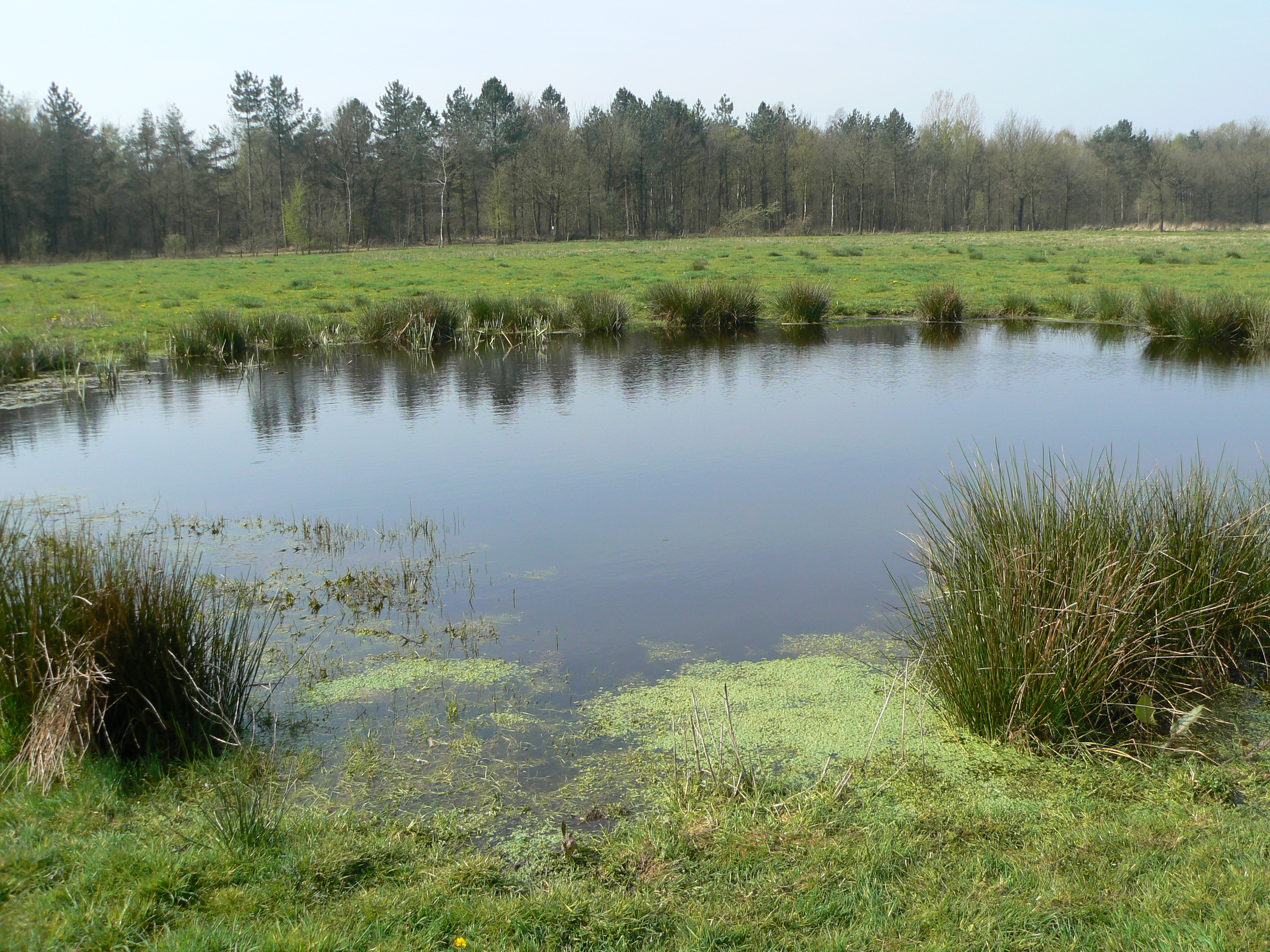
Schrieken
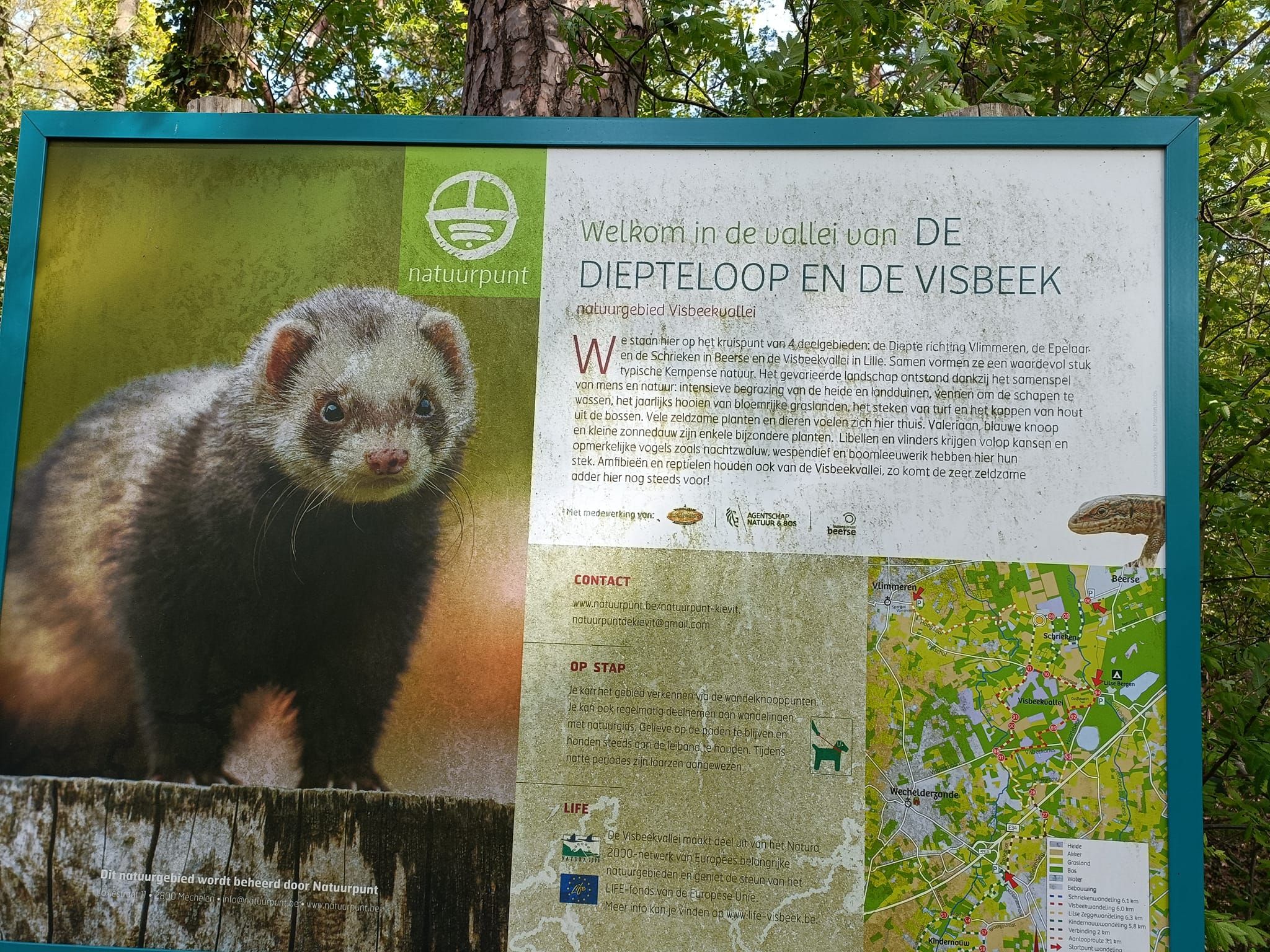
Visbeekvallei-Kindernouw
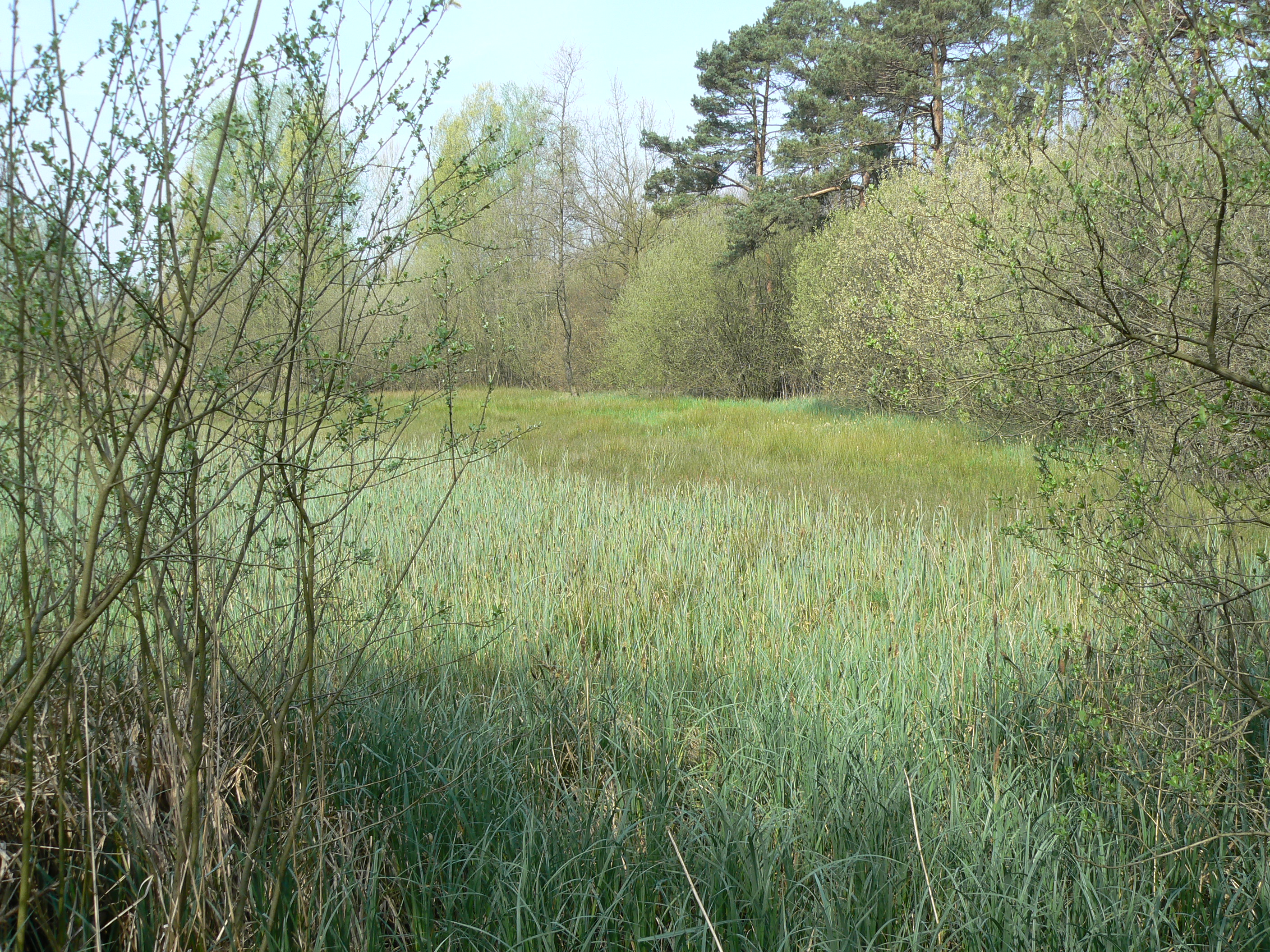
Schrieken
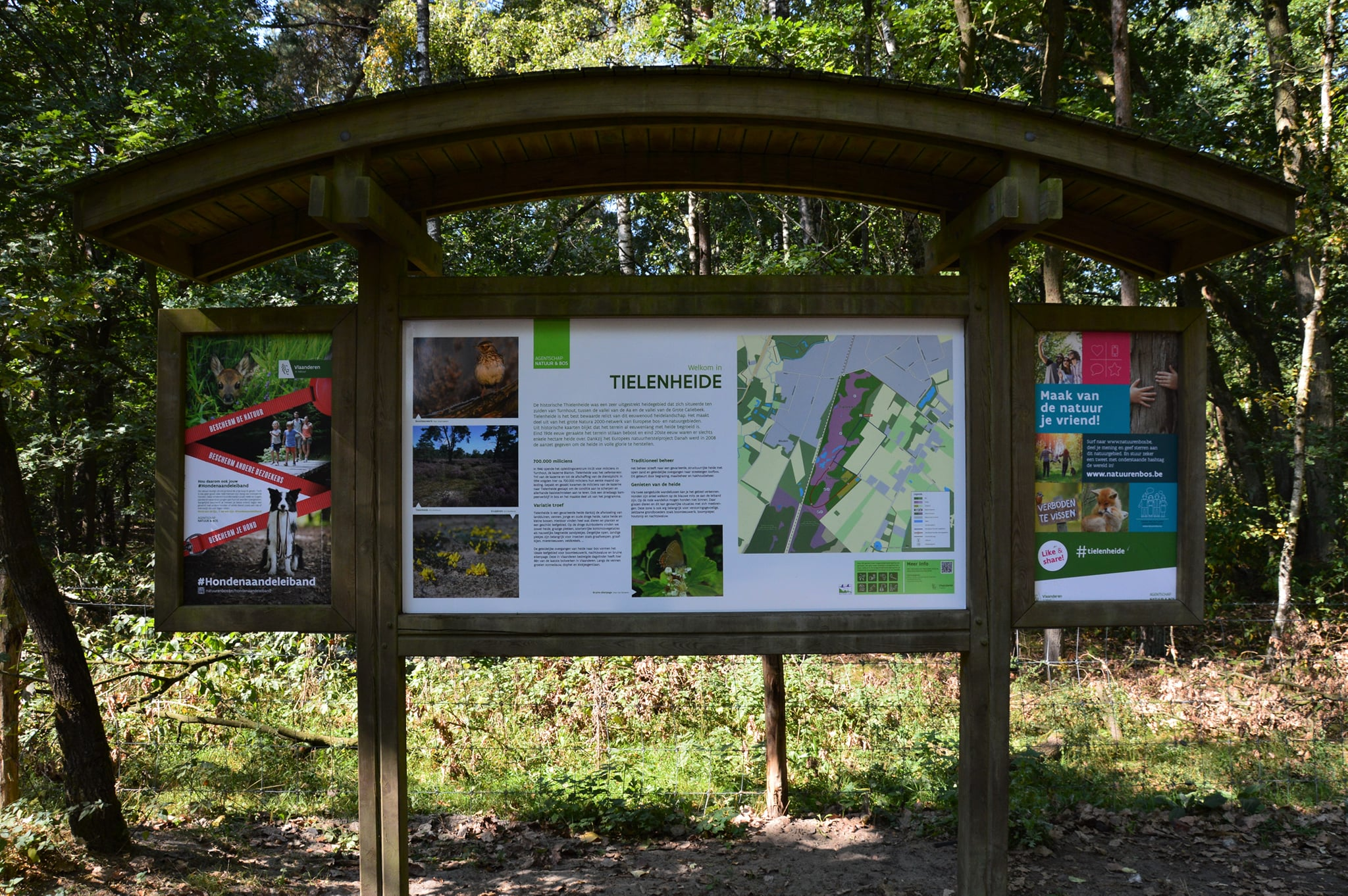
Tielenheide
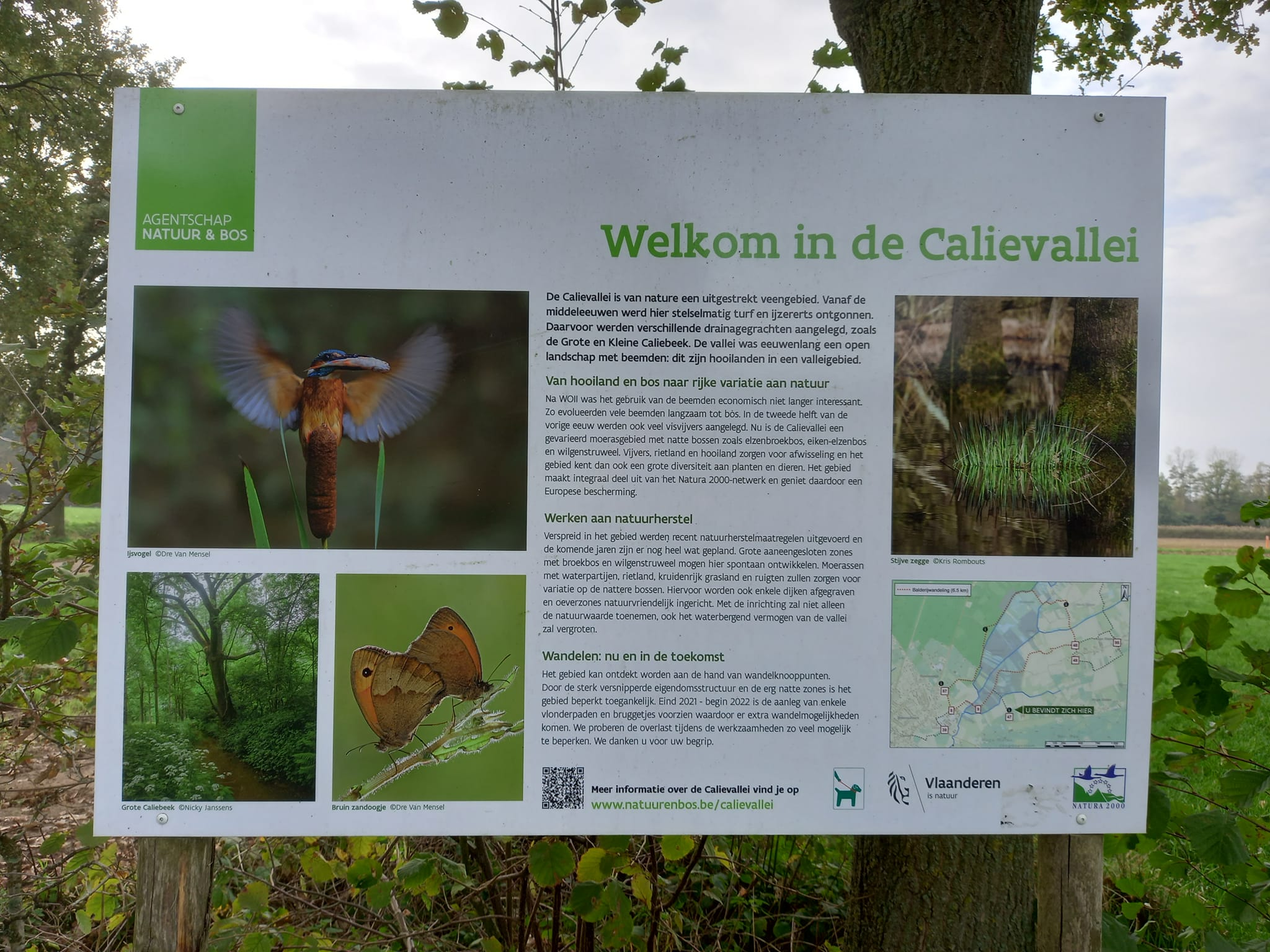
Balderij (Calievallei)